# Lignopholas fluminalis
Lignopholas fluminalis is een tweekleppigensoort uit de familie van de Pholadidae. De wetenschappelijke naam van de soort is voor het eerst geldig gepubliceerd in 1867 door Blanford.